# Karagöl, Ulaş
Karagöl là một xã thuộc huyện Ulaş, tỉnh Sivas, Thổ Nhĩ Kỳ. Dân số thời điểm năm 2011 là 98 người.